# 松橋神社
松橋神社（まつばせじんじゃ）は、熊本県宇城市松橋町松橋にある神社である。松橋熊野宮（まつばせくまのぐう）、松橋権現社（まつばせごんげんしゃ）とも称する。旧社格は村社。

## 由緒
二つの由緒がある。一つは、1049年（永承4年）、関白藤原道隆が勅を以て勧請し建立した、というもの。
もう一つは、社家である下田家の家伝で、下田家の先祖である下田伊予守惟勝が「当地に熊野権現を勧請するように」、と夢見による託宣を賜った。そこで住民にその旨を相談したが、聞き入れられなかった。すると、この地は常闇になってしまった。驚いた住民は、熊野権現を勧請創祀した、というもの。こちらは年代不詳。
室町時代には、宇土城主の菊池氏や名和氏などの寄進、保護を受けた。1599年（慶長4年）、キリシタン大名小西行長により、社殿の焼き討を受けたので、神体を山中に避難させ、隠し祀った。その後、加藤清正の時代に当地に復興した。
1980年（昭和55年）創建930年祭、1999年（平成11年）創建950年祭が奉祝された。

## 祭神
- 伊邪那美命
- 事解男命
- 速玉男命

## 境内社
- 恵比須社（事代主神）、天神社（菅原道真）、水神社（水波能売神）の石の小祠がある。

## 例祭日
- 夏祭り - 8月1日
- 例大祭 - 10月9日